# Bezblanní

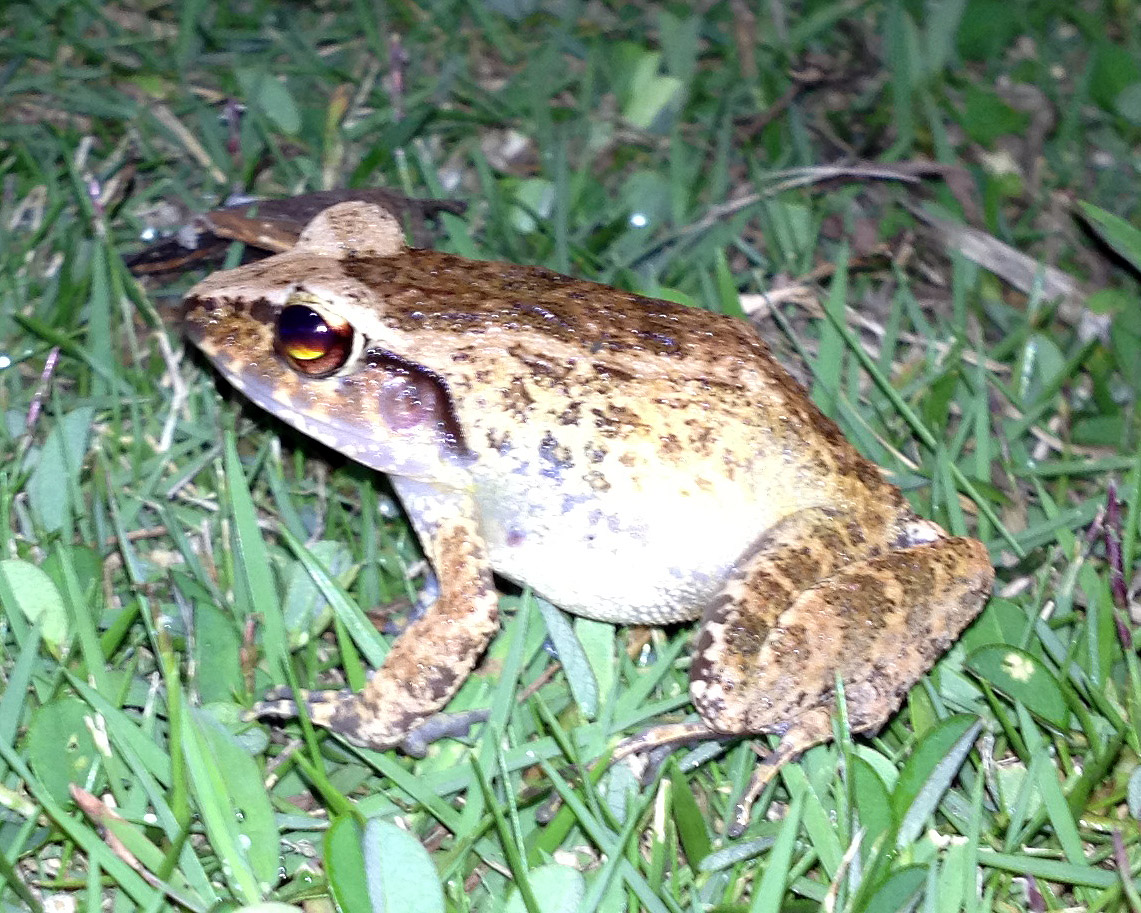
Ilustrační obrázek

Bezblanní (Anamnia, Anamniota) jsou všichni obratlovci kromě blanatých (Amniota), tedy bezčelistnatci, rybovití obratlovci (tj. paryby a ryby) a obojživelníci. Jedná se tedy o parafyletický taxon.
Charakteristické pro ně je to, že jejich embrya nemají zárodečné obaly (amnion [lat. amnion], seróza [lat. serosa], alantois [lat. allantois]) a zárodky se proto vyvíjejí volně ve vodě.
Bezblanní žijí buď výlučně ve vodě nebo (v případě obojživelníků) žijí ve vodě alespoň během rozmnožování a larválního stadia. Dospělí jedinci mají slizovitou pokožku.